# Intellektuell särbegåvning
Intellektuell särbegåvning är en intellektuell förmåga som är signifikant högre än genomsnittet. Liksom färdigheter tros intellektuell särbegåvning vara en medfödd egenskap för intellektuell aktivitet som inte kan förvärvas enbart genom inövande, till exempel studier. 
Intellektuell särbegåvning kan vara generell eller specifik. Till exempel kan en intellektuellt särbegåvad person ha en påfallande fallenhet för matematik men en begränsad språklig begåvning, eller vice versa.
Ett särbegåvat barn har ett eller flera områden där barnet visat klart högre begåvning än sina jämnåriga. IQ-begreppet  är det vanligaste sättet att mäta ett barns intelligens idag om man avser intellektuell förmåga (alternativt akademisk förmåga). Men man måste vara införstådd med att särbegåvning knappast är begränsat till just intellektuell prestation och förmåga. Såväl barn som vuxna med exceptionell intelligens bemöts inte sällan negativt av omgivningen på grund av sina annorlunda sätt att tänka, känna och förstå via. 

## Ordvalet särbegåvning
Särbegåvning är ett begrepp som myntades för svenskt bruk under 1990-talet, av samma anledning som andra länder har haft problem med att språkligt beskriva den grupp individer som "särbegåvning" avser att definiera. Begåvning som allmänt begrepp är för intetsägande. Man skulle kunna hävda att alla är begåvade på sitt sätt, men endast i betydelsen att individer företer olika typer av möjligheter och preferenser vad gäller olika typer av förmågor. Att hävda att alla är begåvade säger heller ingenting om nivån på vilken en viss förmåga ligger eller den potential som en förmåga har. I forskningslitteraturen finns därför en tendens att dela upp det allmänna begreppet begåvning i genotyp (den osynliga genetiska potentialen) och i fenotyp (den synliga utvecklade förmågan). I den psykometriska litteraturen används ofta beteckningarna kapacitet för biologisk potential och talang för utvecklad förmåga. Med andra ord, man kan ha en kapacitet för olika konstnärliga inlevelser och uttryck men sakna talangen, vilket betyder att man faktiskt skulle kunna ha utvecklat vissa förmågor om man hade givits tillfälle; fått stöd, uppmuntran och tillräcklig instruktion. Hög prestation, oavsett typ av förmåga, är aldrig resultatet av natur eller miljö. En talang, i nämnda bemärkelse är en frukt av både natur och miljö. Forskare i olika länder har därför sällan nöjt sig med ett begrepp som motsvarar svenskans "begåvning". I England föredrar man "highly able individuals" men har på grund av USA:s dominans på forskningsfältet allt mer börjat använda ordet "gifted". I det tyskspråkiga området används begreppet "hochbegabt" alltså högbegåvning och i Kina såväl som i latinska kulturer talas på olika språk om överbegåvning (t.ex. spanskans "superdotado"). Att för svenska förhållanden tala om begåvning är därför både olyckligt och direkt vilseledande. I den bemärkelsen som avses är verkligen inte alla "begåvade".
Det kan noteras att ordet "särbegåvning" allt oftare kommit att bytas ut mot uttrycket "särskild begåvning". Exempel på detta är Skolverkets stödmaterial för särskilt begåvade elever och Riksförbundet för särskild begåvning. Anledningen är att ordet särbegåvning ofta missförstås som att det har att göra med särskolan, där barn med utvecklingsstörning går. Det förekommer även missuppfattningen att ett barn enbart är särbegåvat om det har begåvning i kombination med en diagnos, men detta kallas istället för 2E (twice exceptional/dubbelt exceptionell). Ett annat missförstånd är att det finns en skillnad i betydelse mellan särbegåvning och särskild begåvning, där särbegåvning betyder att barnet har en ojämn begåvningsprofil och enbart har begåvningstoppar på enstaka, väl avskiljda områden. Så är alltså inte fallet utan ett särbegåvat barn har ofta en generell begåvning, med hög potential inom en mängd olika skolämnen. Inom vilka områden som barnet blommar ut och finner motivation kan däremot hänga mycket på hur barnet bemöts och får stimulans.

## Kännetecken på intellektuell särbegåvning
Barnet förstår ordspråk tidigt.[källa behövs]  De särbegåvade barnen är ibland brådmogna (uppträder på ett sätt som är mognare än normalt för sin ålder), lär sig inte bara fortare än sina kamrater utan lär sig också på ett kvalitativt annorlunda sätt. Barnet kan vara extremt vetgirigt vilket kan leda till att dess frågor uppfattas som provocerande. I samband med detta visar barnet upp stor energi och kan lätt uppslukas i sökandet efter kunskap. Den intellektuellt särbegåvade tenderar också att uttrycka sig abstrakt och visa ett intresse för abstrakta begrepp. Förmågan att koncentrera sig för att lösa en uppgift kan göra dem så uppslukade att man fysiskt måste röra vid dem för att få kontakt. Inlärningsförmågan hos särbegåvade barn är ofta extrem, de kan ha lättare att ta till sig ny information och kunskap snabbare, komma ihåg tidigare inlärd kunskap och bearbeta information snabbare än jämnåriga barn. Märk att inlärningssvårigheter som t.ex. dyslexi visserligen gör att inlärning på ett typiskt akademiskt sätt kan försvåras, men det gör inte ett sådant barn mindre särbegåvat. Inlärningskapaciteten och graden av förståelse och insikt påverkas förstås inte av symboliska avkodningssvårigheter, bara sättet på vilket man lär sig.
Att vara särbegåvad är inte alls detsamma som att vara duktig på allt, och det handlar knappast om en värdering. Att vara särbegåvad kan dock leda till problem (såsom mobbning/utfrysning) om särbegåvningen inte identifieras och hanteras på ett korrekt sätt. I Sverige och Norge är detta ett potentiellt problem framför allt inom skolväsendet, i jämförelse med hur andra länders utbildningssystem handhar särbegåvade elever och studenter. Forskningen om dessa barn och ungdomar är omfattande och sättet att på olika sätt utbilda och bereda dessa individer möjligheter varierar mellan länder.
Märk att det så kallade savant syndrom, en typ av synnerligen sällsynt autism, inte beskriver särbegåvning. Dessa individer räknas som på olika sätt utvecklingsstörda men de kännetecknas alla av en enastående minneskapacitet för antingen siffror, melodier eller namn och dagar. De med en kalkyleringsförmåga kan inte tänka matematiskt i form av förhållanden; de med musikalisk fallenhet kan enbart uppfatta och återge - inte generera; och de som kan almanackan eller telefonkatalogen utantill kan inte använda sin förmåga kreativt. En savant nyttjar sin oerhörda minneskapacitet mekaniskt och begränsat till ett mycket avgränsat område. Särbegåvning å andra sidan förutsätter förutom en minnesförmåga också tankeflexibilitet, associationsförmåga och kreativitet. Detta onekligen iögonfallande fenomen har emellertid fått en handfull forskare att ifrågasätta huruvida särbegåvning alls är genetiskt betingat. Med savant-syndromet som argument menar man i sann behavoristisk anda att vem som helst kan utvecklas till vad som helst, om de yttre förutsättningarna finns på plats. Denna ståndpunkt måste numera ses som ganska udda. Den genetiska forskningens bevismaterial om motsatsen är överväldigande.
Även om barn med särbegåvning kan vara mycket olika varandra så uppvisar de för det mesta liknande egenskaper:
- De har en hög aktivitetsnivå och inlärningsförmåga, uppmärksamhet och medvetenhet.
- De visar stort intresse för intellektuella utmaningar (pussel, tankenötter, etc).
- De kan tänka och resonera kring abstrakta problem.
- De är reflekterande, nyfikna och har stor fantasi.
- De ställer gärna utmanande frågor.
- De är envisa, perfektionister, självmedvetna, oberoende och icke-konformistiska.
- De har ett behov av att veta, förstå och av logik.
- De har humor.
- De är ofta mycket känsliga, dock inte i bemärkelsen snarstuckna och lätt sårade, utan har snarare ett känsloliv som är mycket mer dynamiskt än genomsnittligt.[17]
- De är oftast mycket empatiska och företer en stor känsla för rättvisa.

Professorn Shirley Kokot förklarar genom denna tabell hur ett särbegåvat barn skiljer sig från ett barn med begåvning över medel, men med en mer måttligt hög intelligens.
| Begåvad över medel        | Särbegåvad             |
| Kan svaret                | Ställer frågor         |
| Är intresserad            | Är nyfiken             |
| Har goda idéer            | Har tokiga idéer       |
| Besvarar frågor           | Diskuterar dem         |
| Lär sig snabbt            | Kan redan              |
| Kopierar                  | Skapar nytt            |
| Tänker steg för steg      | Tänker komplext        |
| Tycker om skolan          | Tycker om att lära     |
| Är nöjd med sin inlärning | Är mycket självkritisk |

## Särbegåvning i skolan
Skolpersonal saknar i Sverige och Norge för närvarande oftast utbildning om hur de ska identifiera och bemöta särbegåvade barn, barnet får sällan en chans till att blomma ut utan far som viss forskning påvisat ganska illa. Att vara lite annorlunda är oftast socialt accepterat, men att kraftigt avvika från en norm resulterar ofta i att barnet stöts bort från den sociala gemenskapen. Barn med särbegåvning har som regel svårt att känna sig motiverade i en skola där deras särskilda behov är okända och där deras behov av stimulans därför inte erkänns. I stället kan de särbegåvade barnen bli ouppmärksamma, dagdrömmande, apatiska eller ibland utåtagerande. I en skolmiljö kan barnen också skapa irritation bland lärare genom att visa ovilja att följa instruktioner som läraren givit eller att lyssna. Deras likgiltighet inför skolarbetet kan få dem att verka vara tvära, osamarbetsvilliga eller apatiska. I själva verket reagerar de tämligen normalt. Monotoni passar inte den mänskliga hjärnan, men behovet av stimulans växlar från en individ till en annan. I en "särbegåvad hjärna" sker de kognitiva processerna snabbt och att som intellektuellt särbegåvad tvingas lära i en pedagogisk miljö där studietakten är låg blir en mycket obehaglig upplevelse för den särbegåvade individen. Om detta fortgår och barnet eller ungdomen lämnas utan hjälp över längre tid kan även suicidala tendenser utvecklas
Det bör i detta sammanhang även påpekas att den "stökighet" och brist på koncentration, som bristen på stimulans i en pedagogisk miljö förorsakar, inte sällan misstolkas framför allt av skolpersonal som de koncentrationsstörningar som utgör en del av diagnosen för ADHD/DAMP. Vid ett tyskt specialpedagogiskt resurscentrum uppskattar man till exempel att 10% av de elever som remitteras dit som psykiatriskt koncentrationsstörda i själva verket är intellektuellt särbegåvade och är alls inte "störda" i någon som helst bemärkelse. 